# Estadio del Centro Deportivo de Dalian

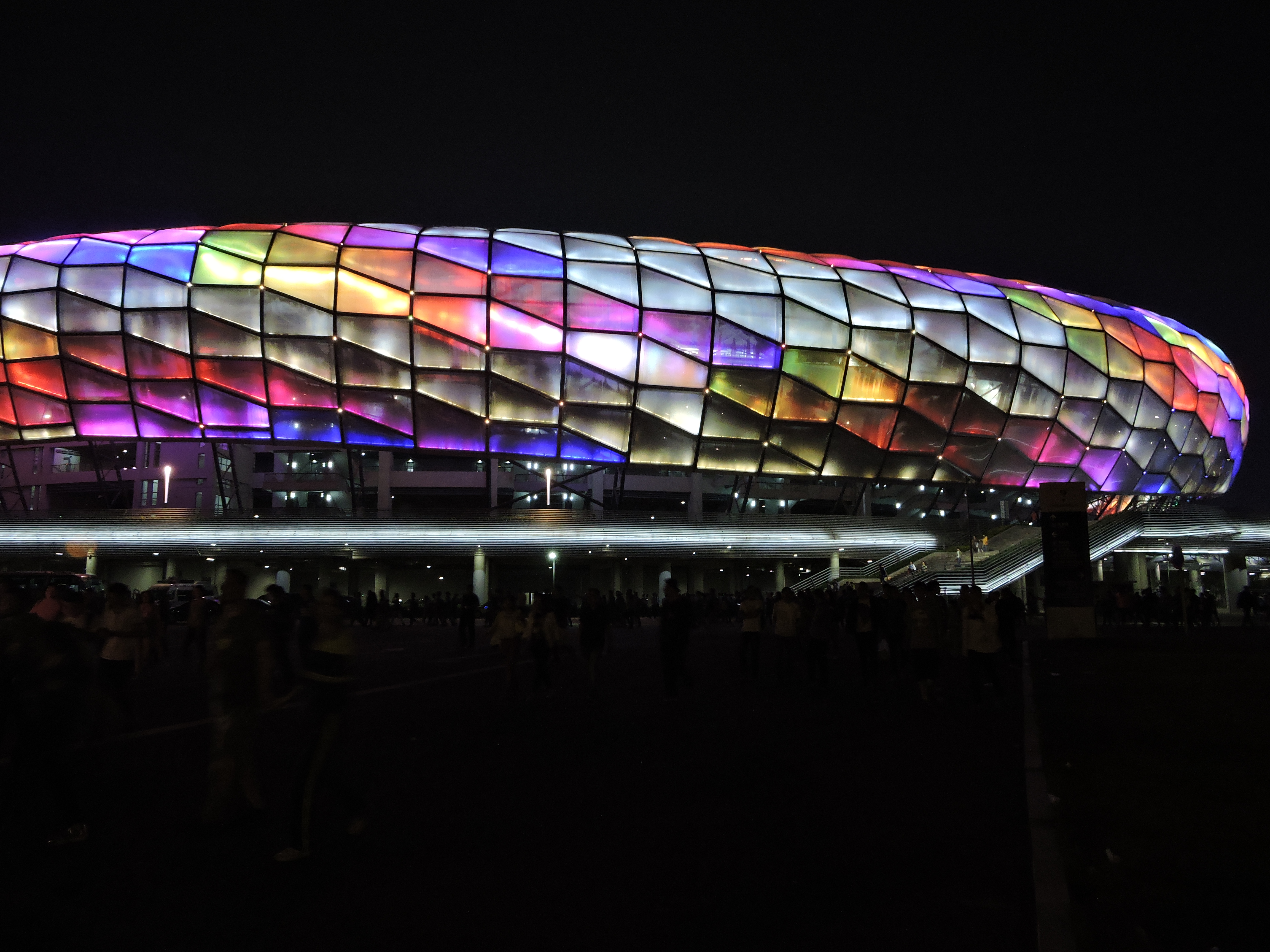
Dalian Sports Centre Stadium por la noche

El Dalian Sports Centre Stadium es un estadio de usos múltiples en Dalian, provincia de Liaoning, China. Se utiliza sobre todo para los partidos de fútbol. El estadio tiene una capacidad máxima de 61 000 espectadores. Se inauguró en 2013. El Dalian Professional FC es el equipo que ejerce localía en el estadio.